# Adoretus ghindanus
Adoretus ghindanus är en skalbaggsart som beskrevs av Ohaus 1938. Adoretus ghindanus ingår i släktet Adoretus och familjen Rutelidae. Inga underarter finns listade i Catalogue of Life.